# キャメロン郡 (テキサス州)
キャメロン郡（キャメロンぐん、英: Cameron County）は、アメリカ合衆国テキサス州の最南端に位置する郡である。人口は42万1017人（2020年）。郡庁所在地はブラウンズビルであり、同郡で人口最大の都市である。キャメロン郡は1848年に設立され、郡名はテキサス革命の軍人で、失敗に終わったミーア遠征に参加したイーウェン・キャメロン大尉に因んで名付けられた。
キャメロン郡はその全体でブラウンズビル・ハーリンジェン大都市圏を構成しており、さらにブラウンズビル・ハーリンジェン・レイモンドビル広域都市圏に入っている。

## 地理
アメリカ合衆国国勢調査局に拠れば、郡域全面積は1,276平方マイル (3,304.8 km2)であり、このうち陸地906平方マイル (2,346.5 km2)、水域は371平方マイル (960.9 km2)で水域率は29.03％である。

### 主要高規格道路
- アメリカ国道77号線、ハーリンジェンからブラウンズビルを繋ぎ、メキシコ国境に沿っている
- アメリカ国道83号線、ハーリンジェンからブラウンズビルを繋いでいる
- アメリカ国道281号線、ミリタリー・ハイウェイと呼ばれ、リオ・グランデ川と国境に沿っている
- テキサス州道4号線
- テキサス州道48号線
- テキサス州道100号線
- テキサス州道107号線

### 隣接する郡
- ウィラシー郡 - 北
- ヒダルゴ郡 - 西
- メキシコ タマウリパス州マタモロス - 南

郡の東側はメキシコ湾に面している。

### 国立保護地域
- ラグナアタスコサ国立野生生物保護区（部分）
- リオグランデ川下流国立野生生物保護区（部分）
- パロアルト戦場跡国立歴史史跡

## 人口動態
以下は2000年の国勢調査による人口統計データである。
| 基礎データ - 人口: 335,227人 - 世帯数: 97,267 世帯 - 家族数: 79,953 家族 - 人口密度: 143人/km2（370人/mi2） - 住居数: 119,654軒 - 住居密度: 51軒/km2（132軒/mi2） 人種別人口構成 - 白人: 80.29% - アフリカン・アメリカン: 0.48% - ネイティブ・アメリカン: 0.44% - アジア人: 0.48% - 太平洋諸島系: 0.03% - その他の人種: 15.98% - 混血: 2.30% - ヒスパニック・ラテン系: 84.34% 年齢別人口構成 - 18歳未満: 33.8% - 18-24歳: 10.5% - 25-44歳: 26.8% - 45-64歳: 17.8% - 65歳以上: 11.1% - 年齢の中央値: 29歳 - 性比（女性100人あたり男性の人口） - 総人口: 91.9 - 18歳以上: 86.3 | 世帯と家族（対世帯数） - 18歳未満の子供がいる: 45.8% - 結婚・同居している夫婦: 60.8% - 未婚・離婚・死別女性が世帯主: 17.4% - 非家族世帯: 17.8% - 単身世帯: 15.4% - 65歳以上の老人1人暮らし: 7.6% - 平均構成人数 - 世帯: 3.40人 - 家族: 3.81人 収入と家計 - 収入の中央値 - 世帯: 26,155米ドル - 家族: 27,853米ドル - 性別 - 男性: 22,755米ドル - 女性: 18,182米ドル - 人口1人あたり収入: 10,960米ドル - 貧困線以下 - 対人口: 33.1% - 対家族数: 28.2% - 18歳未満: 43.1% - 65歳以上: 22.9% |

2000年のテキサスA&M大学の研究で、キャメロン郡の住人のうち43％は基本的な識字能力がないことが分かった。

## 都市と町
- ブラウンズビル - 郡庁所在地
- ハーリンジェン
- ラフェリア
- ロスフレズノス
- パームバレー
- ポートイザベル
- リオホンド
- サンベニト

### 町

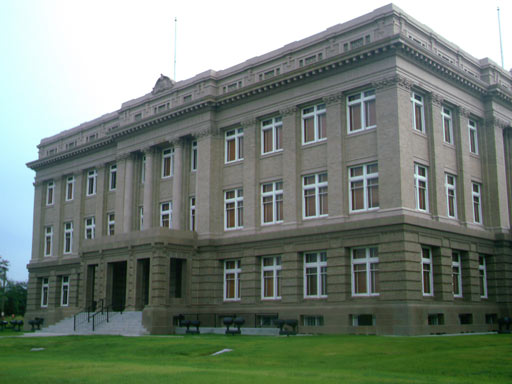
先代キャメロン郡庁舎、1912年建築、ダンシービルと呼ばれる、2006年に改修され、現在は郡裁判所などを収める

- ベイビュー
- コンベス
- インディアンレイク
- ラグナビスタ
- ロスインディオス
- プリメーラ
- ランチョビエホ
- サンタローザ
- サウスパードレイアランド

### 国勢調査指定地域
| - アロヨコロラドエステイツ - アロヨガーデンズ・ラティナランチ - ビクスビー - ブルータウン・イングレシアアンティグア - キャメロンパーク - チュラビスタ・オラソン - デルマーハイツ - エルカミノアンゴスト - エスカンタダ・ランチトエルカラボス - グランドエーカーズ | - グリーンバレーファームズ - ラフェリアノース - ラパロマ - ラゴ - ラグナハイツ - ラスパルマス・フアレス - ラサナ - ローレルズ - ロサノ - オルミト | - ラタモサ - リードホープキング - サンペドロ - サンタマリア - ソリス - サウスポイント - ティエラボニータ - ビラデルソル - ビラパンチョ - イスナガ |

### 未編入の町
- アロヨシティ
- レンジャービル

## 教育
キャメロン郡の教育は以下の独立教育学区が管轄している
- ブラウンズビル独立教育学区
- ハーリンジェン統合独立教育学区
- ラフェリア独立教育学区
- ロスフレズノス統合独立教育学区
- ライフォード統合独立教育学区（部分）
- ポイントイザベル独立教育学区
- リオホンド独立教育学区
- サンベニト統合独立教育学区
- サンタマリア独立教育学区
- サンタローザ独立教育学区

さらに南テキサス独立教育学区が運営するマグネット・スクールに入学することもできる。

## メディア
キャメロン郡ではFMラジオ局4局を聴取できる。新聞はブラウンズビル市の「ブラウンズビル・ヘラルド」とハーリンジェン市の「バレー・モーニング・スター」がある。